# گیگورس
گیگورس (به فرانسوی: Gigors) یک کمون (فرانسه) در فرانسه است که در canton of Turriers واقع شده‌است. گیگورس ۱۳٫۶۹ کیلومتر مربع مساحت دارد ۸۷۵ متر بالاتر از سطح دریا واقع شده‌است.